# Antodynerus imitator
Antodynerus imitator (лат.) — вид одиночных ос рода Antodynerus из семейства Vespidae (Eumeninae).

## Распространение
Африка: ЮАР (Western Cape).

## Описание
Среднего размера осы с оранжево-черной окраской тела, длина около 1 см. Очень похож на Antodynerus dictatorius, от которого он отличается следующими признаками: более коротким наличником у обоих полов, наличником самцов с более тупыми зубами, промежутками на микропунктуре наличника, головными ямками, расположенными в едва дифференцированной области, членик F11 жгутика самца равномерно сужен от основания к вершине, мезосомные покровы более блестящие и с более крупными микропункциями в промежутках, задняя доля тегулы короче, тергит Т1 короче, апикальная ламелла тергита Т2 уменьшена до узкой полупрозрачный край, Т3 с едва заметным полупрозрачным краем, точки на базальной половине Т2 глубже, вентральные лопасти эдеагуса более выступают вентролатерально. Нижнечелюстные щупики 6-члениковые, нижнегубные щупики состоят из 4 сегментов.

## Таксономия и этимология
Вид был впервые описан в 2020 году в ходе ревизии, проведённой итальянским энтомологом Марко Селисом (Viterbo, Италия). Видовое название происходит от латинского слова «imitator» (подражатель), по причине сходства данного вида с Antodynerus dictatorius, образуя кольцо мимикрии.